# Partecipanti al Giro d'Italia 2010
Elenco dei partecipanti al Giro d'Italia 2010.
Il Giro d'Italia 2010 fu la novantatreesima edizione della corsa. Alla competizione presero parte 22 squadre, 15 iscritte all'UCI ProTour più sette squadre invitate, ciascuna delle quali composta da nove corridori, per un totale di 198 ciclisti. La corsa partì l'8 maggio da Amsterdam (Paesi Bassi) e terminò il 30 maggio a Verona; in quest'ultima località portarono a termine la competizione 139 corridori. 

## Corridori per squadra
Nota: R ritirato, NP non partito, FT fuori tempo, SQ squalificato.
| BMC Racing Team       | BMC Racing Team         | BMC Racing Team       | Cofidis             | Cofidis                | Cofidis             | Rabobank          | Rabobank             | Rabobank          |
| --------------------- | ----------------------- | --------------------- | ------------------- | ---------------------- | ------------------- | ----------------- | -------------------- | ----------------- |
| 1                     | Cadel Evans             | 5º                    | 81                  | David Moncoutié        | 68º                 | 161               | Steven Kruijswijk    | 18º               |
| 2                     | Brent Bookwalter        | 95º                   | 82                  | Guillaume Blot         | R 15ª               | 162               | Mauricio Ardila      | 15º               |
| 3                     | Martin Kohler           | R 2ª                  | 83                  | Mickaël Buffaz         | R 16ª               | 163               | Graeme Brown         | 130º              |
| 4                     | Jeff Louder             | R 11ª                 | 84                  | Rémi Cusin             | 82º                 | 164               | Rick Flens           | 135º              |
| 5                     | Mauro Santambrogio      | R 11ª                 | 85                  | Leonardo Duque         | 63º                 | 165               | Dmitrij Kozončuk     | R 8ª              |
| 6                     | John Murphy             | R 8ª                  | 86                  | Julien Fouchard        | 119º                | 166               | Tom Stamsnijder      | 109º              |
| 7                     | Michael Schär           | 99º                   | 87                  | Kalle Kriit            | 98º                 | 167               | Bauke Mollema        | 12º               |
| 8                     | Florian Stalder         | 81º                   | 88                  | Nico Sijmens           | 104º                | 168               | Jos van Emden        | 116º              |
| 9                     | Danilo Wyss             | 97º                   | 89                  | Damien Monier          | 89º                 | 169               | Pieter Weening       | 24º               |
| Acqua & Sapone        | Acqua & Sapone          | Acqua & Sapone        | Colnago-CSF Inox    | Colnago-CSF Inox       | Colnago-CSF Inox    | Team Sky          | Team Sky             | Team Sky          |
| 11                    | Stefano Garzelli        | R 20ª                 | 91                  | Domenico Pozzovivo     | R 13ª               | 171               | Bradley Wiggins      | 40º               |
| 12                    | Dario Andriotto         | 132º                  | 92                  | Manuel Belletti        | R 15ª               | 172               | Michael Barry        | 44º               |
| 13                    | Massimo Codol           | 43º                   | 93                  | Sacha Modolo           | R 8ª                | 173               | Dario Cioni          | 17º               |
| 14                    | Alessandro Donati       | 75º                   | 94                  | Alessandro Bisolti     | 74º                 | 174               | Steve Cummings       | 55º               |
| 15                    | Francesco Failli        | 65º                   | 95                  | Federico Canuti        | R 17ª               | 175               | Chris Froome         | SQ 19ª            |
| 16                    | Andrea Masciarelli      | R 8ª                  | 96                  | Marco Frapporti        | 138º                | 176               | Mathew Hayman        | 105º              |
| 17                    | Francesco Masciarelli   | R 8ª                  | 97                  | Alan Marangoni         | 107º                | 177               | Greg Henderson       | 88º               |
| 18                    | Vladimir Miholjević     | 25º                   | 98                  | Simone Stortoni        | 73º                 | 178               | Morris Possoni       | R 13ª             |
| 19                    | José Cayetano Sarmiento | 47º                   | 99                  | Stefano Pirazzi        | 120º                | 179               | Chris Sutton         | 133º              |
| AG2R La Mondiale      | AG2R La Mondiale        | AG2R La Mondiale      | Footon-Servetto     | Footon-Servetto        | Footon-Servetto     | Team HTC-Columbia | Team HTC-Columbia    | Team HTC-Columbia |
| 21                    | Guillaume Bonnafond     | R 6ª                  | 101                 | Ermanno Capelli        | FTM 16ª             | 181               | André Greipel        | NP 19ª            |
| 22                    | Hubert Dupont           | 20º                   | 102                 | Matthias Brändle       | 90º                 | 182               | Marco Pinotti        | 9º                |
| 23                    | Aleksandr Efimkin       | 19º                   | 103                 | Eros Capecchi          | NP 7ª               | 183               | Michael Albasini     | 123º              |
| 24                    | John Gadret             | 13º                   | 104                 | Giampaolo Cheula       | R 15ª               | 184               | Matthew Goss         | R 15ª             |
| 25                    | Sébastien Hinault       | 100º                  | 105                 | Markus Eibegger        | 48º                 | 185               | Adam Hansen          | R 11ª             |
| 26                    | Jurij Krivcov           | 83º                   | 106                 | Iban Mayoz             | 22º                 | 186               | Craig Lewis          | 78º               |
| 27                    | Rene Mandri             | R 11ª                 | 107                 | Marco Corti            | 139º                | 187               | František Raboň      | 134º              |
| 28                    | Anthony Ravard          | R 13ª                 | 108                 | Michele Merlo          | R 6ª                | 188               | Vicente Reynés       | 117º              |
| 29                    | Ludovic Turpin          | 67º                   | 109                 | Martin Pedersen        | R 11ª               | 189               | Marcel Sieberg       | R 19ª             |
| Androni Giocattoli    | Androni Giocattoli      | Androni Giocattoli    | Garmin-Transitions  | Garmin-Transitions     | Garmin-Transitions  | Team Katusha      | Team Katusha         | Team Katusha      |
| 31                    | Michele Scarponi        | 4º                    | 111                 | David Millar           | R 13ª               | 191               | Filippo Pozzato      | 45º               |
| 32                    | Leonardo Bertagnolli    | NP 16ª                | 112                 | Christian Vandevelde   | R 3ª                | 192               | Vladimir Karpec      | 14º               |
| 33                    | Alessandro Bertolini    | 115º                  | 113                 | Tyler Farrar           | NP 15ª              | 193               | Robbie McEwen        | NP 15ª            |
| 34                    | Rubens Bertogliati      | 66º                   | 114                 | Jack Bobridge          | NP 13ª              | 194               | Giampaolo Caruso     | 46º               |
| 35                    | Alberto Loddo           | R 11ª                 | 115                 | Julian Dean            | NP 19ª              | 195               | Joan Horrach         | 54º               |
| 36                    | Carlos José Ochoa       | 52º                   | 116                 | Murilo Fischer         | 112º                | 196               | Michail Ignat'ev     | 131º              |
| 37                    | Jackson Rodríguez       | 51º                   | 117                 | Daniel Martin          | 57º                 | 197               | Luca Mazzanti        | 79º               |
| 38                    | José Serpa              | 30º                   | 118                 | Cameron Meyer          | 137º                | 198               | Evgenij Petrov       | 31º               |
| 39                    | Cameron Wurf            | 77º                   | 119                 | Svein Tuft             | 125º                | 199               | Sergej Klimov        | 94º               |
| Astana Team           | Astana Team             | Astana Team           | Lampre-Farnese Vini | Lampre-Farnese Vini    | Lampre-Farnese Vini | Team Milram       | Team Milram          | Team Milram       |
| 41                    | Aleksandr Vinokurov     | 6º                    | 121                 | Damiano Cunego         | 11º                 | 201               | Linus Gerdemann      | 16º               |
| 42                    | Paolo Tiralongo         | R 6ª                  | 122                 | Alessandro Petacchi    | R 8ª                | 202               | Robert Förster       | 96º               |
| 43                    | Enrico Gasparotto       | R 11ª                 | 123                 | Gilberto Simoni        | 69º                 | 203               | Markus Fothen        | 102º              |
| 44                    | Andrij Hrivko           | 70º                   | 124                 | Matteo Bono            | 86º                 | 204               | Luke Roberts         | 124º              |
| 45                    | Josep Jufré             | 42º                   | 125                 | Danilo Hondo           | NP 19ª              | 205               | Dominik Roels        | R 12ª             |
| 46                    | Roman Kireev            | 87º                   | 126                 | Marco Marzano          | 80º                 | 206               | Thomas Rohregger     | R 11ª             |
| 47                    | Valentin Iglinskiy      | R 11ª                 | 127                 | David Loosli           | NP 17ª              | 207               | Matthias Russ        | 84º               |
| 48                    | Gorazd Štangelj         | 92º                   | 128                 | Daniele Righi          | 49º                 | 208               | Paul Voss            | R 15ª             |
| 49                    | Aleksandr D'jačenko     | R 11ª                 | 129                 | Alessandro Spezialetti | 118º                | 209               | Fabian Wegmann       | R 8ª              |
| Bbox Bouygues Telecom | Bbox Bouygues Telecom   | Bbox Bouygues Telecom | Liquigas-Doimo      | Liquigas-Doimo         | Liquigas-Doimo      | Team Saxo Bank    | Team Saxo Bank       | Team Saxo Bank    |
| 51                    | Thomas Voeckler         | 23º                   | 131                 | Ivan Basso             | 1º                  | 211               | Anders Lund          | 64º               |
| 52                    | Yukiya Arashiro         | 93º                   | 132                 | Vincenzo Nibali        | 3º                  | 212               | Baden Cooke          | NP 9ª             |
| 53                    | William Bonnet          | R 20ª                 | 133                 | Valerio Agnoli         | 32º                 | 213               | Chris Anker Sørensen | 27º               |
| 54                    | Anthony Charteau        | R 8ª                  | 134                 | Maciej Bodnar          | 127º                | 214               | Nicki Sørensen       | 72º               |
| 55                    | Mathieu Claude          | R 20ª                 | 135                 | Tiziano Dall'Antonia   | 91º                 | 215               | Gustav Larsson       | 59º               |
| 56                    | Damien Gaudin           | 136º                  | 136                 | Robert Kišerlovski     | 10º                 | 216               | Laurent Didier       | 33º               |
| 57                    | Guillaume Le Floch      | 110º                  | 137                 | Fabio Sabatini         | 101º                | 217               | Sebastian Haedo      | 128º              |
| 58                    | Jurij Trofimov          | 28º                   | 138                 | Sylwester Szmyd        | 60º                 | 218               | Michael Mørkøv       | 129º              |
| 59                    | Johann Tschopp          | 34º                   | 139                 | Alessandro Vanotti     | 76º                 | 219               | Richie Porte         | 7º                |
| Caisse d'Epargne      | Caisse d'Epargne        | Caisse d'Epargne      | Omega Pharma-Lotto  | Omega Pharma-Lotto     | Omega Pharma-Lotto  |                   |                      |                   |
| 61                    | Marzio Bruseghin        | NP 7ª                 | 141                 | Sebastian Lang         | 71º                 |                   |                      |                   |
| 62                    | Andrey Amador           | 41º                   | 142                 | Jan Bakelants          | 36º                 |                   |                      |                   |
| 63                    | David Arroyo            | 2º                    | 143                 | Adam Blythe            | R 11ª               |                   |                      |                   |
| 64                    | Arnold Jeannesson       | R 19ª                 | 144                 | Francis De Greef       | 21º                 |                   |                      |                   |
| 65                    | Vasil' Kiryenka         | 37º                   | 145                 | Michiel Elijzen        | 111º                |                   |                      |                   |
| 66                    | Pablo Lastras           | 113º                  | 146                 | Olivier Kaisen         | 122º                |                   |                      |                   |
| 67                    | Alberto Losada          | 53º                   | 147                 | Matthew Lloyd          | 50º                 |                   |                      |                   |
| 68                    | Rigoberto Urán          | 35º                   | 148                 | Daniel Moreno          | 26º                 |                   |                      |                   |
| 69                    | Xabier Zandio           | 62º                   | 149                 | Charles Wegelius       | 29º                 |                   |                      |                   |
| Cervélo TestTeam      | Cervélo TestTeam        | Cervélo TestTeam      | Quick Step          | Quick Step             | Quick Step          |                   |                      |                   |
| 71                    | Carlos Sastre           | 8º                    | 151                 | Dario Cataldo          | R 19ª               |                   |                      |                   |
| 72                    | Íñigo Cuesta            | 85º                   | 152                 | Addy Engels            | 126º                |                   |                      |                   |
| 73                    | Volodymyr Hustov        | 61º                   | 153                 | Mauro Facci            | 121º                |                   |                      |                   |
| 74                    | Ted King                | 114º                  | 154                 | Jérôme Pineau          | 58º                 |                   |                      |                   |
| 75                    | Ignatas Konovalovas     | 106º                  | 155                 | Francesco Reda         | R 17ª               |                   |                      |                   |
| 76                    | Daniel Lloyd            | 103º                  | 156                 | Branislaŭ Samojlaŭ     | 39º                 |                   |                      |                   |
| 77                    | Marcel Wyss             | 38º                   | 157                 | Matteo Tosatto         | 56º                 |                   |                      |                   |
| 78                    | Gabriel Rasch           | R 20ª                 | 158                 | Marco Velo             | 108º                |                   |                      |                   |
| 79                    | Xavier Tondó            | R 20ª                 | 159                 | Wouter Weylandt        | R 12ª               |                   |                      |                   |

### Legenda
| Legenda      | Legenda | Legenda       | Legenda                                                  |
| ------------ | --- | ------------- | -------------------------------------------------------- |
| Dorsale      | Dorsale di partenza del ciclista | Posizione     | Posizione finale nella classifica generale               |
| Maglia rosa  | Indica il vincitore della classifica generale                                                                                        | Maglia verde  | Indica il vincitore della classifica dei GPM             |
| Maglia rossa | Indica il vincitore della classifica a punti                                                                                         | Maglia bianca | Indica il vincitore della classifica giovani             |
| NP           | Indica un ciclista che non è ripartito in una tappa la mattina                                                                       | R             | Indica un ciclista che si è ritirato in una tappa        |
| FTM          | Indica un ciclista che ha concluso una tappa fuori tempo, ossia ha impiegato più tempo rispetto a quanto stabilito dal tempo massimo | EX            | Corridore escluso per non aver rispettato il regolamento |

## Ciclisti per nazione
Le nazionalità rappresentate nella manifestazione sono 34; in tabella il numero dei ciclisti suddivisi per la propria nazione di appartenenza:
| Numero ciclisti | Nazione |
| --------------- | --- |
| 53              | Italia |
| 20              | Francia |
| 14              | Austria |
| 12              | Spagna |
| 11              | Germania |
| 9               | Svizzera |
| 8               | Paesi Bassi, Stati Uniti |
| 7               | Gran Bretagna, Russia |
| 5               | Belgio, Colombia, Danimarca |
| 4               | Kazakistan |
| 3               | Australia, Ucraina |
| 2               | Bielorussia, Canada, Croazia, Estonia, Polonia, Venezuela                                                                      |
| 1               | Argentina, Brasile, Costa Rica, Irlanda, Giappone, Lituania, Lussemburgo, Nuova Zelanda, Norvegia, Rep. Ceca, Slovenia, Svezia |